# Полтавка (Первомайский район)
Полтавка (укр. Полтавка) — село в Первомайском районе Николаевской области Украины.
Основано в 1831 году. Население по переписи 2001 года составляло 540 человек. Почтовый индекс — 55264. Телефонный код — 5161.

## Местный совет
55264, Николаевская обл., Первомайский р-н, с. Полтавка, ул. Шевченка, 2